# Lucha Sosa
Lucha Sosa (Aguilares, provincia de Tucumán; 1918-Buenos Aires, Argentina; 1998) fue una actriz de radio, circo, teatro, televisión y cine, y una cantante y música argentina. Fue una de las primeras mujeres argentinas famosas por tocar la guitarra.

## Carrera
Nació literalmente en el circo, ya que su madre también actriz mientras estaba actuando en la obra Regalos de bodas donde hacía el papel de la novia, comenzó a sentirse descompuesta en el segundo cuadro y tuvieron que bajar el telón. Nació en el camarín porque no hubo tiempo de ser trasladada adonde vivían. Allí una partera que estaba acompañando a su madre la asistió en el parto. Su padre y su hermano Tito también se dedicaron a la actuación.
Trabajó en el circo de los hermanos Emilio y Guillermo Casali donde su familia eran actores de segunda parte. Luego pasó al Circo Fernández donde se perfeccionó en el canto y la guitarra, y posteriormente, al Circo Méndez y al Circo Fassio.
Su madre, Juana Sosa, se crio con La familia Podestá. Estuvo desde los 10 hasta los 18 años con ellos. Se crio con Doña Blanca Podestá, con Olinda Bozán, cuando ella todavía era la señora de Pablo Podestá. Y posteriormente Lucha actuó también con ellos. Luego su padre se fue a Buenos Aires con toda la familia donde trabajaron en una feria muy grande que se hizo en el Parque Centenario, por donde pasaron famosos como la cancionista folclórica Nelly Omar.
Creció y aprendió en el circo el oficio de actriz, luego se desarrolla en el radioteatro, y se desempeña también en otros medios. De muy chica tocaba la guitarra y cantaba a dúo con su hermano, en un politeama en Saavedra. Allí conoció al cantor nacional Carlos Gardel a Enrique Pedro Delfino, a Horacio Pettorossi, Juan Carlos Barbieri, a Gustavo "Cuchi" Leguizamón, a Facundo Cabral y a los hermanos cómicos Pepe y César Ratti, entre muchos otros. Cuando Sosa conoció al zorzal le dedica un vals, Cortando camino, y al finalizar Gardel se pasó a la pista y la abraza. El público le pidió que cante y lo hizo con la guitarra de Lucha.
Fue el primer actor cómico Gregorio Cicarelli quien tras verla en escena en el circo le propone a su padre llevarla al teatro, debutando en el desaparecido Teatro Mayo, con un elenco entre los que se encontraban Teresita Puértolas, Sebastián Chiola, Chola Osés y su hermana, Domingo Sapelli y su hija, Antonia Volpe y Antonia Senra.
Con su hermano formaron una dupla vocal que se hizo conocida en el teatro como El gaucho Pocaspilchas y la Tucumanita. Con él también toco en el Parque Retiro donde trabajaron con gran éxito en un local llamado El Palacio del Tango.
En el medio radioteatral si bien participó en varios ciclos, su participación en Estampas Porteñas emitida por Radio Belgrano, creada por Arsenio Mármol y por donde pasaron artistas del momento como María Luisa Notar, Margarita Solá, Mary Lewis, Enrique Roldán, Pedro Fiorito, Eduardo París, Antonio Martínez, Alfredo Arrocha, Julia Giusti, Olga Montes, Albo Argentino Uriarte, Máximo Orsi, Yaya Suárez Corvo, Ricardo Ruiz, Enrique Sáenz, Blanquita del Prado, Nelly Prince, Elena Lucena y Marta Peña.
En televisión trabajó con Beba Bidart, Marcos Zucker y con Alberto Olmedo. En teatro trabajó en el Smart  junto a Carlos Cores, Pierina Dealessi y Elizabeth Killian. En el Teatro La Cueva encabezó junto al primer cómico Jesús Gómez.
Evocó con su sutil sensibilidad a la actriz Eva Duarte a modo de homenaje.

## Vida privada
Estuvo casada desde la década de 1930 hasta la muerte de éste en 1965 con el actor y cantante de tango Alfredo Arrocha.

## Filmografía
- 1938: El casamiento de Chichilo.
- 1936: Poncho blanco.

## Radioteatro
- Estampas Porteñas.
- Gran Pensión El Campeonato.

## Circo y teatro
- La piedra del escándalo.
- La chacra de Don Lorenzo.
- Fin de fiesta de Juan Moreira.
- Paja brava
- Cobarde
- Se acabaron los criollos
- Las de Barranco
- Las d'enfrente
- Locos de verano
- Los mirasoles
- Tu cuna fue un conventillo
- El calvario de una madre